# 전춘성
전춘성(全春晟, 1961년 4월 12일 ~ )은 대한민국의 정치인이다. 제50·51대 전라북도 진안군수이다.

## 학력
- 진안중앙국민학교 (~ 4학년 / 전학)
- 진안국민학교 (졸업)
- 진안중학교 (졸업)
- 전라고등학교 (졸업)
- 서해대학 (관광과 / 전문학사)

## 경력
- 2017.01 ~ 2018.12: 전라북도 진안군 진안읍장
- 2019.01 ~ 2019.12: 전라북도 진안군청 행정복지국 국장
- 2020.04 ~ : 제50·51대 민선 7·8기 전라북도 진안군수(초선, 더불어민주당)

## 역대 선거 결과
|  | 51.30% |

|  | 61.70% |

| 전임 이항로 (권한대행)최성용 (권한대행)나해수 | 제50·51대 전라북도 진안군수(민선) 2020년 4월 16일 ~ |  |